# 지오와 황금과 금지된 마법
《지오와 황금과 금지된 마법》(일본어: ジオと黄金と禁じられた魔法 ジオとおうごんときんじられたまほう[*])는 기리하타 아유미 작품의 일본의 만화이다. 《주간 소년 선데이》(쇼가칸)을 통해 2009년 33호부터 2010년 9호까지 연재되었다. 설정은 완전히 변형해 2010년 3월 9일부터 인터넷 만화 배포 사이트 클럽 선데이로 이동, 연재 중에 있다.